# Disphyma
A Disphyma a szegfűvirágúak (Caryophyllales) rendjébe, ezen belül a kristályvirágfélék (Aizoaceae) családjába tartozó nemzetség.

## Előfordulásuk
A Disphyma-fajok természetes körülmények között a Dél-afrikai Köztársaság területén, valamint Ausztráliában találhatók meg. Tasmania szigetén is jelen van ez a növénynemzetség, azonban az Északi területről hiányzik. Az ember betelepítette a Brit-szigetre, Franciaországba, az Ibériai-félszigetre, Marokkóba, valamint az Azori-, a Baleár- és a Kanári-szigetekre is.

## Rendszerezés
A nemzetségbe az alábbi 4 faj tartozik:
- Disphyma australe (Sol. ex Aiton) J.M.Black
- Disphyma crassifolium (L.) L.Bolus - típusfaj
- Disphyma dunsdonii L.Bolus
- Disphyma papillatum Chinnock